# Cuerpo de psamoma

Micrografía de un cuerpo de psamoma en el centro del campo en un meningioma del cerebro. Tinción hematoxilina eosina.

Un cuerpo de psamoma es una colección redonda de calcio, vista microscópicamente. El término se deriva de la palabra griega ψάμμος (psámmos), que significa "arena".

## Causas
Los cuerpos de psamoma están asociados con histomorfología papilar (similar a un pezón) y se cree que surgen de:
1. Infarto y calcificación de las puntas de las papilas.
2. Calcificación de trombos tumorales intralinfáticos.[1]

## Asociación con lesiones
Los cuerpos de psamoma generalmente son vistos en ciertos tumores como:
- Carcinoma papilar de tiroides
- Carcinoma papilar de células renales
- Carcinoma ovárico papilar seroso y cistoadenocarcinoma[2]
- Adenocarcinomas endometriales (Carcinoma papilar seroso ~3–4%)
- Meningiomas, en el sistema nervioso central[3]
- Mesotelioma pleural y peritoneal
- Somatostatinoma (Páncreas)[4]
- Prolactinoma de la pituitaria[5]
- Glucagonoma
- Adenocarcinoma pulmonar de subtipo micropapilar[6]

## Lesiones benignas

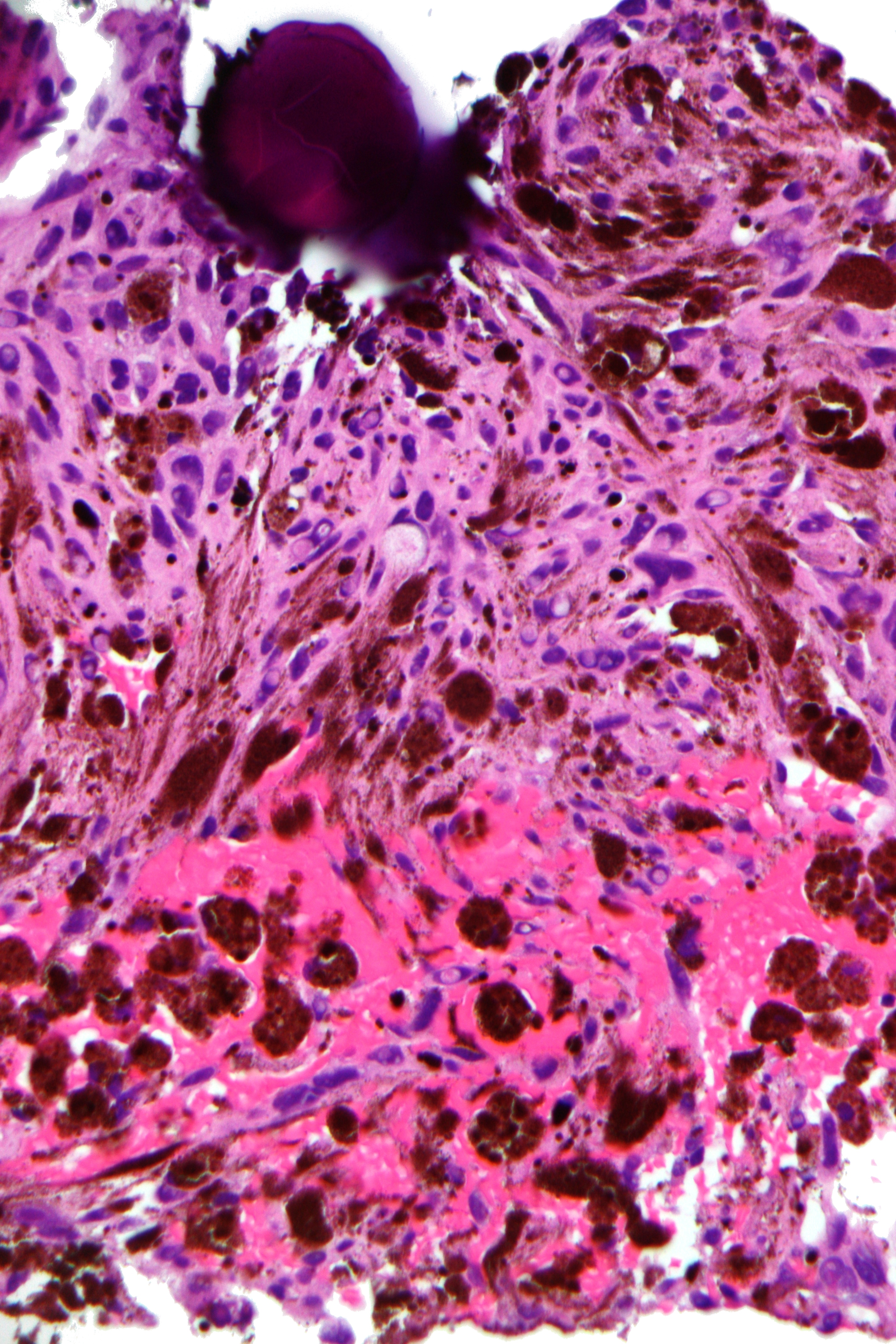
Micrografía de un schwannoma melanótico psamomatoso con un cuerpo de psamoma, como puede verse en el complejo de Carney. Tinción con hematoxilina eosina.

Los cuerpos de psamoma pueden ser vistos en:
- Endosalpingiosis[7]
- Schwannoma melanótico psamomatoso
- Nevus melanocítico[8]

## Aspecto
Los cuerpos de psamoma normalmente tienen un aspecto laminar, son circulares, acelulares y basófilos.